# Erica Minor
Pour plus de détails, voir Fiche technique et Distribution.
Erica Minor est un film suisse réalisé par Bertrand Van Effenterre et sorti en 1974.

## Fiche technique
- Titre : Erica Minor
- Réalisation : Bertrand Van Effenterre
- Scénario et dialogues : Bertrand Van Effenterre
- Photographie : Nurith Aviv
- Son : Pierre Gamet
- Montage : Joëlle Van Effenterre
- Société de production : Les Films du Canton
- Pays de production : Suisse
- Durée : 95 minutes
- Date de sortie : 
  - France : 16 octobre 1974

## Distribution
- Juliet Berto : Claude
- Brigitte Fossey : Anne
- Édith Scob : Marianne
- Marc Chapiteau : Sylvain, l'ami parisien d'Anne
- Jean-Yves Geisel : François, l'ami genevois d'Anne
- Yves Simon : Stéphane, l'ami de Claude
- Roger Jendly : Pierre, le jeune ouvrier
- Frédérique Jamet : Sophie
- Michèle Gleizer : Sylvaine, la femme de Pierre
- Rosine Rochette : l'assistante sociale
- Madame Clot : la bibliothécaire
- Laurent Lévy : le petit garçon au violon
- Michel Robin : l'homme à la maîtresse
- Francis Girod : l'homme à la tête vérolée

## Sélection
- Festival de Cannes 1974 (Quinzaine des réalisateurs)[1]